# Родельерос
Родельерос (исп. rodeleros — «щитоносцы», также называемые espadachines — «меченосцы» или «фехтовальщики») — испанские пехотинцы раннего Нового времени, вооружённые щитами-рондашами (на испанском языке известными как rodela), и мечами. В других странах подобные бойцы могли называться рондашьерами.

## Конец XV — начало XVI века

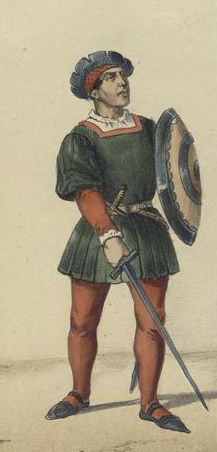
Испанский пехотинец со щитом и мечом (1493). Рисунок начала XX века

Задуманные изначально в Италии как попытка возрождения легионеров, они были заимствованы испанцами и использовались с большой эффективностью во время Итальянских войн в 1510—20-х годах. Большинство конкистадоров Эрнана Кортеса были именно родельерос: в 1520 году 1000 из общего количества 1300 человек, в 1521 году 700 родельерос и только 118 аркебузиров и арбалетчиков. В частности, Берналь Диас, описавший завоевания Кортеса, был одним из его родельеро.
Когда испанцами были приняты colunella (первые смешанные формирования из пикинёров и стрелков), они стали использовать небольшие отряды бойцов с мечами и щитами для стремительной атаки противника, подготавливавшей атаку медлительных пикинёров. Швейцарцы использовали для подобной цели алебардщиков, а немцы — ландскнехтов с цвайхендерами. В битве при Равенне (1512) эта тактика оказалась смертоносной для противника:

Мы уже не раз убеждались и ещё убедимся в том, что испанцы отступали перед французской кавалерией, а швейцарцы терпели поражение от испанской пехоты. Последнего нам ещё не приходилось наблюдать в полной мере, но дело шло к тому в сражении при Равенне — когда испанская пехота встретилась с немецкими отрядами,  устроенными наподобие швейцарских. Ловким испанцам удалось пробраться, прикрываясь маленькими щитами, под копья и, находясь в безопасности, разить неприятеля так, что тот ничего не мог с ними поделать, и если бы на испанцев не налетела конница, они добили бы неприятельскую пехоту.
— Никколо Макиавелли. «Государь» (1513)
Но когда родельерос оказывались перед пикинёрами, державшими свой строй, как, например, в битве при Семинаре, они несли большие потери. Также они были уязвимы для атак кавалерии. В конце концов, взвесив сильные и слабые стороны родельерос, испанцы пришли к выводу, что их уязвимость на поле боя перевешивает их достоинства. В результате при формировании терций в 1530-х годах от применения родельерос как отдельных единиц отказались, и они были реорганизованы из отдельного отряда в отряд в составе испанской терции.

## Конец XVI — начало XVII века
Позднее делались попытки возрождения подобных пехотинцев, например, Морицем Оранским, вооружившим свои войска мечом и баклером в дополнении к пике. Также во время Тридцатилетней войны некоторые военные теоретики предлагали ставить перед пикинёрами мечников с металлическими щитами для того, чтобы защитить их от расстрела вражескими мушкетёрами, но сомнительно, чтобы подобная тактика применялась успешно или массово.

## В культуре
- В серии компьютерных стратегий «Казаки» родельерос под наименованием «рундаширы» представляют Австрию.
- В игре Age of Empires III родельеры являются юнитом Испании.